# جبل زراقة
جبل زراقة جبل حدودي بين تونس والجزائر، يقع جنوب غربي الجمهورية التونسية بولاية قفصة، شمال غربي مدينة أم العرائس وغربي عمادة سيدي بوبكر. يبلغ ارتفاعه 1047 م.

## مواضيع ذات صلة
- جبال تونس
- ولاية قفصة